# Marceline (personaje)
Marceline (Marceline, la reina vampiro en Hispanoamérica, y Marceline Chupaalmas en España), o simplemente Marcy, es un personaje ficticio de la serie de televisión animada estadounidense Adventure Time, creada por Pendleton Ward. Tiene la voz de Olivia Olson en la mayoría de las apariciones, de Ava Acres cuando era niña y de Cloris Leachman como una mujer mayor. Marceline es una reina vampiro de 1000 años amante de la diversión, además de una música que toca un bajo eléctrico que hizo con el hacha de batalla heredada de su familia. Ward creó el diseño artístico de Marceline, con pequeños cambios y adiciones añadidas por Phil Rynda, el ex personaje principal y diseñador de utilería de Adventure Time.
Marceline hace su debut en el episodio de la primera temporada "Evicted!" en el que obliga a Finn y Jake a abandonar su hogar. Sin embargo, a medida que avanza la serie, Marceline se convierte en una amiga cercana de los dos. Varios episodios de la historia de fondo han establecido que ella nació de una madre humana llamada Elise (con la voz de Rebecca Sugar) y el demonio Hunson Abadeer (con la voz del padre de Olivia en la vida real, Martin Olson). Además, cuando era niña, ocurrió la cataclísmica Guerra de los Champiñones, y poco después, desarrolló un vínculo de padre e hija con Simon Petrikov (con la voz de Tom Kenny), quien algún día se convertiría en el Rey Helado.
Marceline ha sido aclamada por la crítica y es popular entre los fanáticos de Adventure Time. El personaje también fue el centro de atención de la miniserie de la séptima temporada Stakes (2015). Al principio de la historia del programa, el propio Ward declaró que Marceline era su personaje favorito porque no sabía todo sobre su historia y sus antecedentes, lo que sintió que agregaba un elemento misterioso a su personaje. La relación de Marceline con la Princesa Bubblegum generó controversia cuando los episodios "What Was Missing" y "Sky Witch" implicaron que habían estado en una relación, una relación que se confirmó en el final de la serie "Come Along with Me". La relación también fue el tema del segundo episodio de Adventure Time: Distant Lands, "Obsidian", que fue nominado para un premio GLAAD Media Award por Programación Sobresaliente para Niños y Familias.

## Apariencia
Marceline tiene la piel de color gris azulado y su cabello es negro. Tiene dos marcas en su cuello, causadas por la mordedura del rey vampiro. En la mayoría de los episodios en los que ha aparecido, ha presentado diferentes atuendos y peinados. En su mayoría, lleva jeans ajustados, blusas sin mangas y botas. Usualmente su cabello es largo más allá de los tobillos, pero también ha llevado su cabeza rapada y el corte bob.

## Personalidad
Tiene una personalidad traviesa con un lado melancólico, como lo demuestra en muchos episodios. A pesar de que actuó como villana en su primer episodio, sus "planes malvados" resultan ser simplemente burlas o bromas inofensivas. Ha afrontado muchas pérdidas en su vida, lo que la hace sentir insegura de mostrarse como alguien sensible, a pesar de que lo es.  También ha demostrado ser valiente y abnegada, al arriesgar su vida para proteger a los humanos de vampiros malvados, lo que finalmente causó que fuera mordida y transformada por el rey vampiro. Es una chica buena, guapa e hilarante y se llega a convertir en una de las mejores amigas de Finn.

## Habilidades
A diferencia de los vampiros tradicionales, Marceline es capaz de sobrevivir absorbiendo el color rojo de las cosas. Tiene diferentes habilidades que ha adquirido al absorber el alma de los vampiros a los que ha asesinado. Algunas de estas son poderes de levitación, telequinesis, invisibilidad, transformación en múltiples monstruos, y el poder de retener los movimientos de otros seres. Aún con esto, también tiene las debilidades de un vampiro normal como la luz del sol, las estacas de madera y el ajo. Además de sus habilidades sobrenaturales, es excepcional tocando su bajo-hacha, cantando y componiendo.
También puede tocar el Banjolele.

## Relaciones

### Finn
A pesar de que inicialmente fueron enemigos, Finn y Marceline formaron una gran amistad, tanto que esta lo ha llegado a ver como a un hermano menor. Marceline es muy buena amiga de Finn y parece confiar en él, luego de que Finn le salvara la vida cuando Jake intentó matarla, Finn suele llamarla "My Lady" sin ninguna razón aparente. Además, Marceline trata de ayudar a Finn a salir con la Dulce Princesa , aunque es claro que esto fue un sabotaje, pues a pesar de que en este capítulo se confirma que Marceline ya conocía a la Dulce Princesa todos los consejos que le dio a Finn fueron malos. En la tercera temporada en el capítulo Marceline's Closet, Finn la ve desnuda, aunque, por suerte, esta pareció no darse cuenta. Aunque a muchos fanes de la serie le gustaría ver a Marceline emparejada con Finn , no se cree que esto pueda ser posible, ya que a pesar de que son muy buenos amigos en el capítulo Ven conmigo, Marceline le dice a Finn que no le interesa de esa manera cuando él la abrazaba e intentaba besarla por obra de Jake, quién le dijo que tenía que hacer eso para que ella aceptara ir a ver la película con él, más tarde en este mismo episodio y después de que Finn le confiesa a marceline que actuó así con ella por consejos de jake, ella le dice con énfasis que lo acompañará al cine, pero solo como amigos y después se ve a estos en el cine pasándola bien como un par de buenos amigos. En los capítulos They went to the Nightospere y Daddy's litte moster, la rescata de un hechizo que se ejerció sobre ella, gracias a un amuleto que su padre le dio. Esto se da también en otros capítulos, donde ambos se cuidan el uno con el otro y trabajan en equipo, como sucedió en What was missing?

### Jake
Jake tiene un miedo irracional a los vampiros que le hace descontrolarse y huir. Sin embargo, a partir de la segunda temporada ese miedo disminuye, porque en el episodio Ven Conmigo dice que su miedo estaba basado en la ignorancia, y mejoran su relación; se demuestra que también es muy buen amigo de Marceline ya que en el episodio Heat Signature cuando Marceline les presenta a sus amigos fantasmas a Finn y Jake, les dice que los 2 son sus mejores amigos. En Daddy's Little Monster, la protege y rescata de Finn, el cual estaba poseído por el amuleto que le entregó su padre.

### Duque de la Nuez
Marceline canta para el Duque de la Nuez en el cumpleaños de su segundo hijo, y mientras está ahí, el resto de las personas parecen conocerla y tenerle mucho cariño.

### Princesa Chicle
En la serie, al principio, Bonnibel (Princess Bubblegum/Dulce Princesa/Princesa Chicle) y Marceline tienen una relación ami-enemiga: a la princesa parece molestarle la presencia de Marceline. En Ven Conmigo se ve que la Princesa le dice "buenas noches" en un tono sarcástico, mientras que Marceline se burla de su primer nombre: Bonnibel. En What Was Missing, Marceline asegura que la Princesa intenta evitarla, entre otros reproches contenidos en la canción I'm Just Your Problem (Soy Tú Problema) que improvisa frente a sus amigos. En el mismo episodio se revela que Marceline le regaló una camiseta que ella usa como pijama. En el episodio Sky Witch, la Princesa recupera el osito de Marceline intercambiándolo por la camisa que ella le había regalado. Maja, la Bruja del Cielo, asegura que la camiseta está impregnada de sentimientos más poderosos que los del propio peluche. Al inicio de la 7ta temporada, mantienen una relación mucho más cordial. Marceline intenta pasar algo de tiempo con ella en Varmints y Bonnie termina disculpándose por haberla apartado de su vida. Posteriormente, en la miniserie Stakes, Bonnibel se refiere a Marceline como su "mejor amiga" y, aunque al principio todavía la trata con cierta frialdad (algo, por otra, parte muy habitual en la Princesa), su actitud cambia cuando ve que Marceline puede estar en serio peligro. Marceline, por su parte, sueña con cómo sería ser mortal y envejecer junto a Bonnie e incluso murmura un "Sí, yo también, Bonnibel" cuando Jake le dice a la princesa que la quiere (por haber preparado unos bocadillos para cenar). Al final de Stakes, Marceline le agradece su ayuda y le dice que podrán pasar tiempo juntas para siempre, haciendo que Bonnie sonría y se ruborice.
Desde What Was Missing se ha especulado mucho acerca de su relación pasada. La polémica la desató un canal de YouTube vinculado a Federator Studios que promocionaba la serie y que insinuaba en uno de sus videos que Bonnibel y Marceline fueron más que amigas. Adam Muto, uno de los máximos responsables de la serie, dijo que ellos habían ido demasiado lejos al dar por cierto algo que estaba en un "posible subtexto". En 2014, Olivia Olson afirmó que, de acuerdo con Pendleton Ward, ellas salían juntas pero como el programa se transmitía en países donde la homosexualidad está mal vista o incluso es ilegal, no pueden mostrarlo en la serie. Sin embargo, posteriormente escribió en Twitter que no debían de tomarla tan en serio (comentario que eliminó poco después). Por lo demás, los miembros del personal de la serie evitan pronunciarse al respecto, incluso cuando se les pregunta directamente responden que no pueden afirmar ni negar nada.
En los cómics oficiales de Adventure Time existen abundantes insinuaciones de la existencia de cierta atracción romántica entre ellas e incluso, en el futuro, han llegado a gobernar como reinas un mismo reino (dando a entender que son pareja). En dicha historia, Bonnibel retrocede en el tiempo para cambiar el presente (es decir, su pasado) y salvar a Marceline. Antes de desvanecerse por haber triunfado en su cometido y variado los acontecimientos, la Princesa llegada del futuro le susurra algo a Marceline que parece emocionarla, respondiéndole "Y yo a ti, Bonnie. Siempre". Tiempo después se descubre que Marceline tiene algo importante que decirle pero no se atreve, algo que parece avergonzarlas a ambas y despierta las sospechas de Finn y Jake. También se explora su relación en las minisereies Marceline and the Scream Queens y Marceline Gone Adrift, ambas obra de Meredith Gran. Sin embargo, la continuidad de los cómics es distinta a la de la serie. Finalmente se muestra en el último capítulo de la Novena Temporada Come along with Me que al verse atacada Bonnibel, Marceline va a su rescate y muy preocupada por ella le dice que nunca va a perderla jamás, cerrando la escena con un beso.

### Hunson Abadeer
Marceline guarda rencor contra su padre, porque comió de sus patatas, tal como se demuestra en la Canción de las Patatas dedicada a él. También dijo que no creía que su padre la quisiera.
Cuando le roba su Bajo-Hacha, su odio hacia él crece. Después de aprender como realmente se siente a través de su canto, el padre de Marceline le dice que la ama y ella dice que lo quiere también. Parece que se han reconciliado por el momento. Sin embargo, ella sigue prefiriendo que se quede en la Nocheosfera, porque es emocionalmente agotador cuando él está cerca.
Su padre le vuelve a causar problemas en Return to the Nightosphere y Daddy's Little Monster, ya que la engaña, dándole un amuleto que la transforma en un monstruo, solo porque quería que Marceline tomara la Nocheosfera como suya y continuara el "Negocio Familiar". Finn y Jake la rescatan después y ella le reclama a su padre que la engañó, pero su padre se reconcilia de nuevo con ella, diciéndole que está orgulloso y que sus amigos (Finn y Jake) le agradan.

### Ash
Ash fue su novio hace bastantes años, pero el noviazgo se rompió gracias a que Ash vendió el peluche que Marceline adoraba (según Ash eso fue lo que hacia más valioso al peluche), rompió con él después de que Finn le mostrara lo que había hecho, después de despertar sale y le patea la entrepierna y la cabeza, por lo tanto, dejaron de ser novios. Quien le regaló el peluche fue el Rey Helado en esos tiempos Simon Petrikov como se muestra en el capítulo "I remember you" de la 4° temporada, hace 996 años atrás cuando la tierra de Ooo solo eran restos de la devastadora Guerra de los Champiñones. Esto se ve únicamente en el episodio de la 3.ª temporada: Memory of a memory.

### Schwabl
Schwabl es la mascota perro zombi de Marceline. Es visto brevemente en It Came from the Nightosphere.

### Rey Helado
Marceline y Rey Helado tal como se ve en el capítulo de la 4.ª temporada I remember you se conocían de hace 1000 años en la ya nombrada Guerra de los champiñones. Pero el Rey Helado no parece acordarse de ello, al parecer por su corona. Marceline todavía le tiene un gran afecto gracias a que Simon Petrikov la cuidó cuando más lo necesitaba. Se separaron ya que Simon Petrikov se volvió loco por la corona y eso hizo que olvidara a Marceline e hiciera cosas que él no podía controlar.
En la "historia de Marceline" se ve cómo el Rey Hielo cuidó y crio a Marceline desde muy pequeña hasta adolescente, que es cuando finalmente se separan sus caminos, Simon aunque no recuerda nada de su vida anterior como científico siente empatía y afecto hacia Marceline.

## Apariciones

### Apariciones mayores
- "Desalojo"
- "Lacayo"
- "Llegó de la nocheosfera"
- "Ven Conmigo"
- "Rastro de Calor"
- El Recuerdo de un Recuerdo"
- "Lo que estaba perdido"
- "El clóset de Marceline"
- "Regreso a la Nocheosfera"
- "La monstruito de Papi"
- "Me acuerdo de ti"
- "Finn el humano" (Marceline Alterna)
- "Jake el perro" (Marceline Alterna)
- "Otras cinco fábulas cortas"
- "Simon y Marcy"
- "La Bruja Del Cielo"

- "Otras cinco fábulas cortas"
- "Simon y Marcy"
- "Hambrienta de Rojo"

### Apariciones menores
- "El Duque"
- "Poder Animal"
- "Los Cineastas"
- "Secretos Navideños Parte 2"
- "The Little People"
- "Muchachito malo"

### Próximas apariciones
- "Hambrienta de rojo"
- "Betty"

## Canciones
A lo largo de la serie Marceline ha escrito/compuesto algunas canciones. Estas son unas de ellas:
- La Canción del Pescador en "Lacayo"
- La Canción de las Papas en "Llegó de la Nocheosfera "
- Soy tu Problema en "Lo Que Estaba Perdido "
- Canción del diario en "Marceline's Closet"
- Ya no soy una niña pequeña en "Daddy's Little Monster"
- I'm The One Who's Nuts en "I remember you"
- I remember you en "I remember you"
- Everything Stays en "Stakes"